# Hugh Boyle
Hugh Boyle (* 13. Dezember 1897 in Dunloy, Irland; † 4. Dezember 1986 in Johannesburg, Südafrika) war ein römisch-katholischer Geistlicher und Bischof von Johannesburg.

## Leben
Hugh Boyle begann 1920 seine Studien in Rom, wo er 1924 den Doktorgrad in Theologie erlangte. Am 24. Dezember 1923 wurde er durch Bischof Luc Julian Matthys zum Priester geweiht. Nach seiner Promotion zog er nach Port Elizabeth in Südafrika. Dort wurde er 1948 zum Apostolischen Vikar von Port Elizabeth und zum Titularbischof von Bagai ernannt. Die Bischofsweihe empfing er in der Kathedrale von Port Elizabeth durch Erzbischof Martin Lucas, Mitkonsekratoren waren Bischof Franziskus Xaver Hennemann und Bischof David O’Leary. Am 11. Januar 1951 wurde er zum Bischof von Port Elizabeth ernannt, am 18. Januar 1954 zum Bischof von Johannesburg.
Boyle nahm als Konzilsvater an den Sitzungen des Zweiten Vatikanischen Konzils teil.
Am 24. Januar 1976 nahm Papst Paul VI. seinen Rücktritt an. Bischof Boyle starb am 4. Dezember 1986 in Johannesburg.